# Rainer Emig
Rainer Emig (* 14. Mai 1964 in Messel bei Darmstadt) ist ein deutscher Anglist.

## Leben
Emig besuchte das Justus-Liebig-Gymnasium in Darmstadt und studierte von 1983 bis 1988 Anglistik, Germanistik sowie Theater-, Film- und Medienwissenschaft in Frankfurt am Main und an der University of Warwick in Großbritannien.
Nach seiner Promotion zum Dr. phil. habilitierte sich Emig 1998 mit einer Schrift über den Krieg als Metapher im 20. Jahrhundert. Er lehrte von 1999 bis 2008 als Professor für Britische Literaturwissenschaft an der Universität Regensburg am Lehrstuhl von Dieter A. Berger, dann von 2008 bis 2015 als Professor für Britische Literatur- und Kulturwissenschaft an der Gottfried Wilhelm Leibniz Universität Hannover. 2014 nahm Emig einen Ruf auf eine anglistische W3-Professur an der Johannes Gutenberg-Universität Mainz an, an der er seit dem Sommersemester 2015 lehrt und den Lehrstuhl für Englische Literatur- und Kulturwissenschaft innehat.
Emig beschäftigt sich hauptsächlich mit Themen der englischen Literatur und Kultur des 19. und 20. Jahrhunderts und der Geschlechterforschung (Gender Studies).

## Schriften
- Modernism in Poetry: Motivations, Structures and Limits, Studies in Twentieth-Century Literature (London und New York: Longman, 1995), 270 Seiten [Dissertation]
- W. H. Auden: Towards a Postmodern Poetics (Basingstoke und London: Macmillan/New York: St. Martin’s Press, 1999), 237 Seiten
- Krieg als Metapher im zwanzigsten Jahrhundert, Edition Universität (Darmstadt: Wissenschaftliche Buchgesellschaft, 2001), 349 Seiten [Habilitationsschrift]